# Аберле, Эльке
Эльке Аберле (нем. Elke Aberle; род. 1 июля 1950, Нойс, Северный Рейн-Вестфалия) — немецкая актриса.

## Карьера
Аберле особенно известна своими ранними работами в киноиндустрии, а также благодаря главной женской роли в драматическом фильме Райнера Вернера Фассбиндера «Я только хочу, чтобы вы меня любили».
В 1965 году она получила премию «Бэмби» лучшей молодой актрисе за роль в картине «Ягнёнок» режиссёра Вольфганга Штаудте.
С 13 лет она также выходит на театральную сцену. Первым появлением Эрики Аберле в театре стал спектакль Ричард III в постановке Фрица Кортнера (Мюнхенский камерный театр).

## Избранная фильмография
- Вдовец с пятью дочерьми (1957) — Юльхен Шерцер
- Ох… этот отпуск (1958) — Ступси Петерманн
- Место преступления: Босс (1971) — Александра
- Я только хочу, чтобы вы меня любили (1976) — Эрика
- Сатанинское зелье (1976) — Лана фон Мейербир (голос, нет в титрах)
- Место преступления: Цюрихские фрукты (1978) — Ренате Аде
- Место преступления: Разливное пиво (1989) — фрау Ланц